# داركو مارتينوفيتش
داركو مارتينوفيتش مواليد 18 سبتمبر 1982 في موستار، جمهورية البوسنة والهرسك الاشتراكية، هو لاعب كرة يد بوسني. مثل منتخب البوسنة والهرسك لكرة اليد.